# Scordalus femoratus
Scordalus femoratus är en tvåvingeart som först beskrevs av Tonnoir och Malloch 1928.  Scordalus femoratus ingår i släktet Scordalus och familjen Helosciomyzidae. Inga underarter finns listade i Catalogue of Life.